# Fotorespiració

Fotorespiració

La fotorespiració és un procés que passa en el mesofil·le de la fulla, en presència de llum, i on la concentració d'O₂ és alta. Es realitza en plantes C₃ (especialment en època d'estiu on tanca els seus estomes per evitar pèrdua d'H₂O).
La Rubisco, continguda en el cloroplast, capta l'O₂ que reacciona amb la ribulosa-1,5-bisfosfat (RuBP) produint un 3-fosfoglicerat, molècula amb 3 carbonis, i un 2-fosfoglicolat (2-PG), molècula amb 2 carbonis. Aquest 2-PG de seguida és transformat a glicolat o àcid glicòlic per acció de l'enzim 2-fosfoglicolatfosfatasa.
Aquest glicolat passa al peroxisoma mitjançant uns transportadors específics. Un cop dins el peroxisoma, el glicolat és oxidat, per acció de l'enzim glicolat oxidasa, mitjançant O₂ donant lloc a peròxid d'hidrogen (aigua oxigenada H₂O₂) i glioxilat. L'aigua oxigenada, molt tòxica per l'organisme és degradada en el peroxisoma per acció de la catalasa formant O₂ i aigua H₂O. Per transminació, el glioxilat és transformat en glicina.
La glicina és transportada cap al mitocondri. Un cop dins el mitocondri, dues molècules de glicina reaccionen juntament amb un NAD+ per acció de la glicina descarboxilasa, produint una serina, aminoàcid amb 3 carbonis, 1 NADH, 1 amoni NH₄+ i un CO₂, que és on es perd un carboni.
La serina passa de nou al peroxisoma, on és desaminada, transformant-se en hidroxipiruvat, que amb despesa d'un NADH es transforma en glicerat.
Aquest glicerat passa al cloroplast, on és fosforilat per acció de la glicerat-cinasa, amb despesa d'un ATP, donant lloc a 3-fosfoglicerat.
Els 3-fosfoglicerats són incorporats al cicle de Calvin per regenerar la RuBP.
En conclusió la fotorespiració produeix despesa de RuBP i O₂, és un procés amb despesa energètica però permet recuperar 3 molècules de carboni en els 3-fosfoglicerat. Es perd un àtom de carboni en el CO₂ alliberat.
Es dona en tres orgànuls diferents: el cloroplast, el peroxisoma i el mitocondri.

## Cicle oxidatiu
- Cloroplast. Entrada de 2 molècules d'oxigen, que amb la ribulosa-1,5-bisfosfat produeixen una molècula de fosfoglicerat i una molècula de fosfoglicolat. La molècula de fosfoglicerat serveix per al cicle de Calvin, i permet recuperar la RuBP. La molècula de fosfoglicolat perd el seu fosfat i dona el glicolat. Aquest surt del cloroplast.
- Peroxisoma. El glicolat, amb l'acció d'O₂ i mitjançant l'enzim oxidasa, aquesta transformat a glioxilat i es produeix H₂O₂ (aigua oxigenada). El glioxilat incorpora nitrogen per transaminació i forma l'aminoàcid glicina. Aquest surt del peroxisoma.
- Mitocondri. la glicina s'oxida a serina, mitjançant NAD+ que es redueix a NADH i allibera CO₂ i amoni NH₄+.
- Peroxisoma. La serina torna al peroxisoma, on es transforma en hidroxipiruvat, el qual mitjançant NADH es transforma al seu torn en glicerat.
- Cloroplast. L'glicerat torna al cloroplast, on mitjançant una molècula d'ATP es transforma en 3-fosfoglicerat i es reintegra el cicle de Calvin.

El amino alliberat al mitocondri passa al cloroplast en forma de NH₃, la qual cosa mitjançant glutamina sintetasa permet transformar alfa-cetoglutarat a glutamat. El glutamat permet transformar serina a hidroxipiruvat al peroxisoma, mentre es transforma en alfa-ceto-glutarat.